# Robbie McIntosh
Robbie McIntosh (Sutton, 25 ottobre 1957) è un chitarrista britannico, componente dei Pretenders fra il 1982 e il 1987.
Tra il 1988 e il 1994 ha fatto parte della band di supporto di Paul McCartney; nel 2002 ha partecipato al ciclo di concerti di beneficenza Mark Knopfler and Friends.
Come turnista ha lavorato con Chuck Berry, Talk Talk, Paul Young, Tears for Fears, Joe Cocker, Cher, Kirsty McColl, Paul Carrack, Boyzone, Gordon Haskell, Diane Tell, Ronan Keating, Tina Arena, Russell Watson, Luz Casal, Duncan James, Heather Small, Mark Owen, Roger Daltrey, The Polygenes, Thea Gilmore, Tori Amos, Mike + The Mechanics, Nine Below Zero, Tasmin Archer, George Martin, Eric Bibb, Vin Garbutt, Tom McCrae, Eros Ramazzotti, Deborah Bonham, John Mayer, Norah Jones.
In Italia la sua chitarra elettrica conta poche note nella sigla del telegiornale di Italia 1 Studio Aperto, in uso dall'11 febbraio 2002 al 28 novembre 2021. Inoltre ha suonato la chitarra acustica nel brano Marcobaleno dello Zecchino d'Oro 2002.